# Azúmara
Azúmara (llamada oficialmente San Xoán da Azúmara) es una parroquia y un barrio español del municipio de Castro de Rey, en la provincia de Lugo, Galicia.

## Organización territorial
La parroquia está formada por once entidades de población:
- A Azúmara
- A Fonte do Val
- A Igrexa
- Campo do Outeiro
- Costanza
- Escairo
- Fonte de Tras
- Fontixón
- Monelos
- O Corral
- O Curro de Riba

## Demografía

### Parroquia
| Gráfica de evolución demográfica de Azúmara (parroquia) entre 2000 y 2019 |
|                                                                           |
| Datos según el nomenclátor publicado por el INE.                          |

### Barrio
| Gráfica de evolución demográfica de A Azúmara (barrio) entre 2000 y 2019 |
|                                                                          |
| Datos según el nomenclátor publicado por el INE.                         |